# Distretto di Taşköprü
Il distretto di Taşköprü (in turco Taşköprü ilçesi) è uno dei distretti della provincia di Kastamonu, in Turchia.